# Acela
L'Acela, ou Acela Express jusqu'en septembre 2019, est un train Amtrak circulant dans le corridor Nord-Est aux États-Unis entre les gares de Washington D.C et Boston, avec quatorze arrêts intermédiaires tels que Philadelphie ou New York. Il s'agit du seul matériel adapté à la grande vitesse dans le pays et sur l'ensemble du continent américain, qui roule à 240 km/h sur une portion de 54,6 km.
L'Acela a transporté plus de 3,4 millions de passagers en 2016, ce qui fait de ce train le deuxième train le plus fréquenté de tous les États-Unis et rapporte 585 millions de dollars à Amtrak soit 25 % de ses revenus totaux.
L'Acela Express opère sur des voies qui sont aussi utilisées par des trains de banlieue et de fret qui sont plus lents, ce qui l'empêche d'atteindre les performances obtenues sur les lignes à grande vitesse en Europe, sa vitesse maximale étant de 240 km/h entre Mansfield (Massachusetts) et Richmond (Rhode Island). L'Acela utilise la technologie pendulaire qui permet des vitesses plus importantes dans les courbes. Le trajet entre les gares de New York (Pennsylvania Station) et de Washington D.C distantes de 364 km, est effectué en 2 h 45 avec les arrêts intermédiaires soit une vitesse commerciale de 132,3 km/h. Cela a permis à l'Acela de capter 75 % du trafic entre New York et Washington.
Cependant, la vitesse de l'Acela Express est limitée par le trafic et les infrastructures. En effet la section de 372 km entre New York et Boston est parcourue au minimum en 3 h 30 min soit une vitesse commerciale de 106 km/h. Finalement, le trajet total long de 735 km prend entre 6 h 38 min et 6 h 50 min soit une vitesse commerciale d'environ 113,1 km/h.
L'équipement actuel de l'Acela Express devrait être remplacé à partir de 2021 par des rames Avelia Liberty. Ces nouvelles rames pourront accueillir plus de passagers et pourront s'incliner plus fortement dans les courbes ce qui leur permettra de rouler à une vitesse plus importante. Les rames actuelles seront retirées en 2022.

## Histoire

### Contexte
Après le succès du Shinkansen japonais, la loi de 1965 sur les transports terrestres à grande vitesse autorise le gouvernement des États-Unis à examiner l’intérêt d'une ligne à grande vitesse ce qui mène à la création du Metroliner, le prédécesseur de l'Acela. Durant les années 1980, l'administration américaine des chemins de fer explore la possibilité de la création de lignes à grande vitesse aux États-Unis. Cinq possibilités seront proposées incluant le corridor nord-est.
Amtrak demande alors aux équipementiers de faire des propositions. Un train SJ2000 est loué de Suède pour réaliser des tests entre octobre 1992 et janvier 1993 entre Washington D.C et New York City. Siemens présente également l'ICE 1 entre juillet 1993 et octobre 1994. Ces tests permettent à Amtrak de définir un cahier des charges pour un appel d'offres d'un train capable de rouler à 240 km/h (150 mph) remporté par le projet conjoint de Bombardier (75 %) et d'Alstom (25 %),.
La mise à grande vitesse du corridor du Nord-Est est cependant sujette à des limitations imputables au fait que le réseau a été construit au cours de la seconde moitié du XIXe siècle et qu'il traverse une région densément peuplée de la côte Est. Il n'est donc pas envisageable de créer une ligne grande vitesse entièrement nouvelle. Une autre solution serait de procéder à des aménagements locaux permettant d'accélérer la vitesse commerciale des trains, mais Amtrak ne semble pas vouloir se décider en ce sens.

### Développement
Le 9 mars 1999, Amtrak dévoile le nom que porteraient ses trains dans le corridor Boston-Washington sur un trajet de 735 km : Acela (prononcé ə'sɛlə), un mot-valise combinant Excellence et Accélération. À ce moment, le service passagers était effectué dans le corridor et son prolongement vers Newport News (Virginie) par plusieurs types de trains et à des vitesses différentes. L'Acela devait devenir le terme générique pour tous ces trains en y accolant une expression de vitesse : Acela Express pour remplacer le rapide Metroliner, Acela pour ceux à vitesse moyenne ou régionaux et Acela Commuter pour les trains locaux. Au total 20 nouveaux trains devaient rouler sur le corridor Nord-Est. De nombreux changements ont dû être réalisés sur ce dernier pour que l'Acela express puisse l'emprunter. Tout d'abord, il a fallu étendre l'électrification de New Haven à Boston (avant cette électrification les trains à destination de Boston devaient passer au diesel à partir de New Haven) et supprimer un certain nombre de passages à niveau,.
Le 31 janvier 2000, le premier Acela Regional remplace le NortheastDirect sur la première ligne électrifiée du corridor,. Au fur et à mesure de l’électrification des lignes, de plus en plus de trains devinrent des Acela, le trajet inaugural fut réalisé avec des personnalités le 16 novembre 2000, suivi par le premier trajet commercial le 11 décembre 2000 après quelques mois de retard. Ce retard était imputable notamment au fait que les rames étaient dix centimètres trop larges pour s'incliner totalement, ce qui réduisait la vitesse maximale prévue. Le nom Acela Commuter ne fut jamais introduit et, le 17 mars 2003, le nom Acela fut réservé exclusivement au service Express, pour se conformer à l'acronyme qui le forme.
En 2005, la part d'Amtrak sur le marché du transport entre New York et Boston avait atteint 40 %, contre 18 % avant l'Acela. Avec la popularité croissante de L'Acela Express, plus moderne et plus rapide, le service Metroliner fut supprimé fin 2006. Pour répondre à une demande toujours plus importante, on ajouta des trajets Acela.
En 2011, la flotte d'Acela avait atteint la moitié de sa durée de vie prévue. Amtrak a donc proposé plusieurs options de remplacement. La commande devait être passée en 2012 et devait concerner 40 nouvelles voitures. Les trains existants auraient alors reçu deux voitures supplémentaires, permettant donc de passer d'une configuration 1-6-1 à 1-8-1. Ces rames plus longues auraient nécessité des modifications des installations d'entretien à Boston, New York et Washington. L'entrée en service de ces rames modifiées était alors prévue pour 2014. Ce plan a été annulé en 2012 pour favoriser le remplacement des rames de la flotte Acela.
En janvier 2014, Amtrak a publié un appel d'offres pour 28 rames Acela, ou plus, dans une commande groupée avec la California High-Speed Rail. Cependant, après des discussions avec les constructeurs, les deux entités ont conclu que leurs besoins en matériel étaient trop éloignés et ont donc décidé de ne pas poursuivre l'appel d'offres conjoint.
En 2016, Alstom conclut un contrat de 2,45 milliards de dollars avec le gouvernement américain pour la modernisation de la ligne à grande vitesse, la livraison de 28 nouveaux trains pendulaires à grande vitesse (TGV Avelia Liberty) et leur entretien,.

### Coût
Le contrat initial d'Amtrak avec le consortium Bombardier-Alstom portait sur la livraison de 20 rames (six voitures chacune, avec des motrices à l'avant et à l'arrière) pour 800 millions de dollars. Finalement, en 2004, Amtrak a payé au total de 1,2 milliard de dollars pour les 20 rames plus 15 locomotives à grande vitesse supplémentaires et la construction d'installations de maintenance à Boston, New York et Washington.

## Ingénierie

### TrainAcelade première génération
La première génération de rame Acela est un ensemble unique de véhicules ferroviaires conçus sur mesure pour respecter les exigences en matière de matériel roulant établies par la Federal Railroad Administration (en). Cela comprend la capacité à résister à une collision avec un train de marchandises à grande vitesse et ce sans se coucher. La plupart des fabricants ayant émis un intérêt pour cet appel d'offres n'ont pas été capables de répondre à ces exigences structurelles, notamment en raison de l'augmentation des coûts et de la complication de la fabrication des trains. Finalement seulement trois constructeurs répondaient à ces exigences : ABB (constructeur du SJ2000), Alstom (constructeur du TGV français) et Siemens (constructeur de l'ICE allemand).
C'est la proposition d'Alstom qui fut retenue. Il s'agit d'un train pendulaire, ce qui autorise une vitesse plus élevée dans les courbes sans modifier la voie existante et améliore le confort des voyageurs sur le parcours sinueux qu'il est amené à parcourir. Extérieurement, il ressemble au TGV d'Alstom circulant en France. Sa propulsion, issue de celle du TGV, fut mise au point par Alstom, tandis que son système de pendulation fut mis au point par Bombardier.
La conception utilise deux motrices (une à chaque extrémité) dérivées de celles utilisées par le TGV français. Elle opère à une tension de 11 000 volts AC et une Fréquence de 25 ou 60 Hz. Plusieurs autres caractéristiques proviennent des TGV français, telles que la présence de quatre moteurs asynchrones par voiture, le système de freinage par récupération, le châssis, les disques de frein (trois sur une voiture Acela contre quatre sur un TGV) ou encore les techniques de gestion de l'énergie d'accident pour contrôler les déformations structurelles.
Les chariots basculants (technologie des trains pendulaires) sont basés sur les trains LRC de Bombardier utilisés par VIA Rail Canada. Les voitures du train sont plus lourdes que celles du TGV pour répondre aux normes de la FRA. C'est pour cette raison que les équipages français et canadiens ayant testé ce train l'ont surnommé « le cochon »,. Cet ajout de poids a conduit à réduire le rapport puissance/poids d'une motrice Acela, 22,4 chevaux par tonne contre 30,8 pour une rame TGV Réseau. Les voitures Acela sont couplées de façon semi-permanente mais elles ne sont pas articulées comme le TGV c'est-à-dire qu'il y a deux bogies par voiture au lieu d'un sur un TGV.

### Vitesses
L'Acela a été conçu pour une vitesse limite de 266 km/h (la grande vitesse ferroviaire se définit habituellement comme au-delà de 250 km/h), il n'atteint cependant que 240 km/h sur un court tronçon de 55 km dans le Rhode Island et le Massachusetts. La vitesse commerciale des services s'établit à 132,3 km/h entre Washington D.C et New York, 106 km/h entre New York et Boston. Sur l'ensemble de l'itinéraire, la vitesse commerciale est de 113 km/h.
En pratique, la vitesse de l'Acela Express dépend beaucoup des restrictions locales le long de sa route, notamment dans les zones urbaines. En plus de ces restrictions, l'Acela doit régulièrement ralentir lorsqu'il passe sur des ouvrages d'art anciens, dont certains ont plus de 100 ans. Au total, 224 ouvrages d'art sont au-delà de leur durée de vie nominale.
Pour le lancement de l'Acela, Amtrak a amélioré la voie le long du fleuve Connecticut pour permettre une vitesse de 177 km/h. En règle générale, le système de support des caténaires aérien qui a été construit dans les années 1930 (pour la section entre Washington D.C et New Haven). La Pennsylvania Railroad a déjà fait rouler des trains d'essai Metroliner à 264 km/h et voulait faire fonctionner ce service à des vitesses atteignant 241 km/h. Les tests de certification pour une exploitation commerciale à 257 km/h, qui implique des essais à 266 km/h, ont commencé en 2012 pour la section entre Trenton et le New Brunswick.
La section la plus lente du corridor Nord-est est la portion entre New Haven dans le Connecticut et New Rochelle dans l'État de New York qui est fortement utilisée par les trains de banlieue. L'Acela Express n'atteint que 145 km/h sur une section de 6,4 km dans l'État de New York et ne dépasse que rarement les 97 km/h. À partir de 2017, le remplacement des caténaires et des travaux sur les ouvrages d'art ont été réalisés et se sont achevés mi-2018.
Le temps de trajet le plus rapide entre New York et Washington D.C était de 2 h 45 min en 2012. 450 millions de dollars ont été alloués par l'administration Obama pour améliorer les signaux de signalisation et remplacer les caténaires entre Trenton et le New Brunswick ce qui permettra d'atteindre des vitesses de 257 km/h sur 37 km. Ces améliorations devraient être achevées durant l'année 2020.

### Infrastructure grande vitesse
La densité de population au nord-est des États-Unis fait du corridor nord-est la portion la plus fréquentée du réseau ferroviaire nord américain. Deux tiers des voyageurs ferroviaires vivent à proximité ou à New York, qui abrite la gare la plus fréquentée des États-Unis, Penn Station. Pour concurrencer les compagnies aériennes, Amtrak devrait augmenter la vitesse des trains dans la région. La ligne de New Haven et Boston est problématique à cause de ses virages serrés et de ses passages à niveau.
L'inclinaison permet aux passagers d'être plus confortablement installés sur des sections incurvées où le train roule plus rapidement qu'il ne serait possible autrement. Les rames Acela s'inclinent au-dessus de 97 km/h dans les virages mais certains d'entre eux sont trop rapprochés pour que le train s'incline en toute sécurité tout en maintenant un espace minimal avec un potentiel autre train sur une voie parallèle. La limite de l'inclinaison est de 4,2° pour s'adapter aux contraintes imposées par ces virages.
Voyager à plus de 217 km/h nécessite également une caténaire dont le câble soit à tension constante. Or, ce n'est le cas que sur le système le plus moderne, entre New Haven et Boston. Sur les autres sections, la vitesse sera toujours limitée à 217 km/h même si le profil des voies permettait d'aller plus vite. À cause de cette contrainte, la vitesse de l'Acela est presque la même que celle du Metroliner, aujourd'hui disparu et qui atteignait la vitesse de 201 km/h.
L'Acela express relie Boston et New York en environ 3 h 30 min, soit une amélioration de 30 minutes. Le trajet entre New York et Washington dure 2 h 45 min. Ces horaires ainsi que la commodité relative du service direct entre centres-villes par rapport au transport aérien ont rendu l'Acela plus compétitif, surtout après les Attentats du 11 septembre 2001. En raison de cette concurrence, Southwest Airlines a supprimé son service de navette entre Washington et New York.

### Vitesse au niveau des gares
En raison de la vitesse élevée à laquelle l'Acela express traverse les petites gares, des inquiétudes ont été formulées dans certaines villes au sujet des avertissements jugés inadéquats pour les passagers attendant d'autres trains. Aux gares de Kingston et Mansfield, les trains passent à 241 km/h. Des suggestions ont été proposées, comme des barrières de sécurité ou l'utilisation d'annonces différentes lors de l'approche d'un train Acela. En 2011, des subventions fédérales ont été accordées pour améliorer la gare de Kingston en créant notamment une troisième voie utilisée comme voie de passage. Les rénovations ont été terminées le 30 octobre 2017.

### NextGen Acela
NextGen Acela est le nom donné par Amtrak à sa deuxième génération de matériel roulant.
Le 26 août 2016, le vice président Joe Biden a annoncé un prêt de 2,5 milliards de dollars pour payer de nouveaux équipements pour l'Acela Express, ainsi que la mise à niveau d'une partie du corridor nord-est. Cela permettra l'achat de 28 nouvelles rames Avelia Liberty construites par Alstom à Hornell et Rochester dans l'État de New York pour remplacer toute la flotte existante.
L’extension de la flotte permettra de mettre en place un service horaire sur la journée entre New York et Boston et un service à la demi-heure aux heures de pointe entre New York et Washington. Les nouvelles rames seront plus longues, offrant 30 % de places assises en plus. La technologie d'inclinaison permettra d'atteindre des vitesses de 300 km/h si des améliorations d'infrastructures ultérieures sont effectuées.
Les nouveaux trains seront livrés entre 2021 et 2022, après quoi le parc actuel sera retiré du service.

## Service

### Composition
Les rames Acela sont composées comme suit :
| Voiture | Type                              | Longueur | Poids (en tonne) | Capacité |
| ------- | --------------------------------- | -------- | ---------------- | -------- |
| 1       | Motrice                           |          | 92,5             | 0        |
| 2       | Voiture passagers Classe affaires |          | 64,4             | 65       |
| 3       | Voiture passagers Classe affaires |          | 63,0             | 65       |
| 4       | Voiture bar                       |          | 62,1             | 0        |
| 5       | Voiture passagers Classe affaires |          | 63,0             | 65       |
| 6       | Voiture passagers Classe affaires |          | 63,0             | 65       |
| 7       | Voiture passagers Première classe |          | 64,4             | 44       |
| 8       | Motrice                           |          | 92,5             | 0        |
| Total   |                                   |          | 565,2            | 304      |

Une rame Acela Express est composée de deux motrices encadrant quatre voitures de classe affaires, une voiture bar et une voiture de première classe. La rame compte moins de sièges que les trains régionaux circulant sur les mêmes tronçons. La voiture de première classe comporte 44 sièges en configuration 1-2, une place est attribuée à chaque réservation. La classe affaire quant à elle a 260 sièges répartis sur quatre voitures en configuration 2-2. Contrairement à la première classe, la classe affaires n'attribue pas un siège à chaque réservation, qui garantit tout de même une place assise. Le train est accessible aux personnes à mobilité réduite. Chaque voiture est équipée de deux toilettes dont une respectant les normes pour les personnes handicapées. Les bagages peuvent être rangés directement sous le siège ou dans des compartiments situés au-dessus des sièges.

### Opérations et dotation
L'Acela propose deux types de siège, la première classe et la classe affaires. Contrairement à tous les autres trains Amtrak, la classe affaires est la classe de base.
L'entretien des rames est effectué dans les installations à Ivy City près de Washington D.C, à Sunnyside Yard dans Queens à New York et à Southampton Street Yard à Boston.
Les rames Acela ont subi des rénovations entre la mi-2009 et 2010 à côté de la gare de Philadelphie, en Pennsylvanie. Ces rénovations comprenaient de nouveaux sièges en cuir bleu pour toutes les voitures.
En mai 2018, Amtrak a lancé un programme de 14 mois pour rafraîchir l'intérieur des rames de l'Acela Express, y compris de nouvelles hausses de sièges et de nouveaux coussins. Ce programme a été achevé en juin 2019.

### Service Wi-Fi
Le service sans fils dans les stations a commencé en 2004. En 2010, tous les trains Acela ont commencé à offrir le service "AmtrakConnect" avec les services de la société GBS. En 2016, le service a été amélioré pour permettre une connexion plus rapide et fluide.

### Personnel
Généralement, les équipes de train Amtrak sont composées d'un ingénieur, d'un chef de train et d'au moins un chef de train adjoint. Les trains Acela ont également une équipe de service de bord avec deux préposés à la première classe et un préposé à la voiture bar. En plus du service de restauration présent dans la voiture bar, un agent Amtrak fournit un service de vente ambulante. Les passagers de première classe reçoivent des repas à leur place sur tout le trajet. Chez Amtrak, l'équipe de service à bord est distincte et subordonnée aux équipes du train.

## Gares desservies
| État                 | Ville        | Station               | Correspondance |
| -------------------- | ------------ | --------------------- | --- |
| Massachusetts        | Boston       | South Station         | Amtrak : Northeast Regional, Lake Shore Limited MBTA Commuter Rail : Fairmount line, Framingham/Worcester Line, Franklin Line, Needham line, Old Colony Lines, Greenbush Line et Providence/Stoughton Line MBTA Bus MBTA Subway : Ligne rouge et Ligne argent |
| Massachusetts        | Boston       | Back Bay              | Amtrak : Northeast Regional, Lake Shore Limited MBTA Commuter Rail : Framingham/Worcester Line, Franklin Line, Needham line et Providence/Stoughton Line MBTA Bus MBTA Subway : Ligne orange |
| Massachusetts        | Westwood     | Westwood-Route 128    | Amtrak : Northeast Regional MBTA Commuter Rail : Providence/Stoughton Line |
| Rhode Island         | Providence   | Providence            | Amtrak : Northeast Regional MBTA Commuter Rail : Providence/Stoughton Line RIPTA Bus |
| Connecticut          | New London   | Union Station         | Amtrak : Northeast Regional Ctrail : Shore line East SEAT Buses |
| Connecticut          | New Haven    | Union Station         | Amtrak : Northeast Regional, Hartford Line et Vermonter CTrail: Hartford Line, Shore Line East CTtransit New Haven Metro-North Railroad : New Haven Line Greyhound Lines Peter Pan Bus Lines |
| Connecticut          | Stamford     | Transportation Center | Amtrak : Northeast Regional, Vermonter CTrail: Shore Line East CTtransit Stamford Metro-North Railroad : New Haven Line, New Canaan Branch |
| New York             | New York     | Penn Station          | Amtrak : Northeast Regional, Adirondack, Cardinal, Carolinian, Crescent, Empire Service, Ethan Allen Express, Keystone service, Lake Shore Limited, Maple Leaf, Palmetto (en), Pennsylvanian, Silver Meteor, Silver Star, Vermonter LIPR : Main Line, Port Washington Branch NJ Transit : North Jersey Coast Line, Northeast Corridor Line, Gladstone Branch, Montclair-Boonton Line, Morristown Line Métro de New York : 1, 2, 3, A, C, F, M, N, Q, R et W MTA Regional Bus Operations PATH : Hoboken–33rd Street, Journal Square–33rd Street, Journal Square–33rd Street (via Hoboken) |
| New Jersey           | Newark       | Penn Station          | Amtrak : Northeast Regional, Cardinal, Carolinian, Crescent, Keystone service, Silver Meteor, Silver Star, Vermonter NJ Transit : Newark City Subway, Newark Light Rail, Northeast Corridor Line, Raritan Valley Line PATH : Newark–World Trade Center Coach USA |
| New Jersey           | Iselin       | Metropark Station     | Amtrak : Northeast Regional, Keystone service, Vermonter NJ Transit : Northeast Corridor Line |
| New Jersey           | Trenton      | Transit Center        | Amtrak : Northeast Regional, Cardinal, Carolinian, Crescent, Keystone service, Silver Meteor, Silver Star, Vermonter NJ Transit : Northeast Corridor Line, River Line SEPTA Regional Rail: Trenton Line SEPTA Suburban Transit Division |
| Pennsylvanie         | Philadelphie | 30th Street Station   | Amtrak : Northeast Regional, Cardinal, Carolinian, Crescent, Keystone service, Palmetto (en), Pennsylvanian, Silver Meteor, Silver Star, Vermonter NJ Transit : Atlantic City Line SEPTA City Transit Division SEPTA Suburban Transit Division SEPTA Regional Rail: Airport Line, Warminster Line, Wilmington/Newark Line, West Trenton Line, Media/Elwyn Line, Lansdale/Doylestown Line, Paoli/Thorndale Line, Manayunk/Norristown Line, Cynwyd Line, Trenton Line, Chestnut Hill East Line, Chestnut Hill West Line, Fox Chase Line                                                    |
| Delaware             | Wilmington   | Wilmington            | Amtrak : Northeast Regional, Cardinal, Carolinian, Crescent, Palmetto (en), Pennsylvanian, Silver Meteor, Silver Star, Vermonter Greyhound Lines SEPTA Regional Rail: Wilmington/Newark Line DART First State |
| Maryland             | Baltimore    | Penn Station          | Amtrak : Northeast Regional, Cardinal, Carolinian, Crescent, Palmetto (en), Pennsylvanian, Silver Meteor, Silver Star, Vermonter MARC Train: Penn Line MTA : Métro léger Charm City Circulator |
| Maryland             | Baltimore    | BWI Rail Station      | Amtrak : Northeast Regional, Vermonter MARC Train: Penn Line MTA : Baltimore Light Rail UMBC Transit |
| District de Columbia | Washington   | Union Station         | Amtrak : Northeast Regional, Capitol Limited, Cardinal, Carolinian, Crescent, Palmetto (en), Pennsylvanian, Silver Meteor, Silver Star, Vermonter, Thruway Motorcoach to Charlottesville MARC Train: Brunswick Line, Camden Line, Penn Line VRE: Manassas Line, Fredericksburg Line Métro : Ligne rouge Metrobus DC Circulator Tramway de Washington : H Street/Benning Road Line MTA Loudoun County Transit PRTC |

## Fiabilité et accidents
- Pendant la panne de courant nord-américaine de 2003, un train à destination de Boston s'est retrouvé bloqué sur le Hell Gate Bridge pendant neuf heures, avant qu'une locomotive venant de Sunnyside puisse ramener le train à la gare de New York.
- Quelques accidents ont eu lieu depuis la mise en service de l'Acela, sans remettre en cause la conception du matériel roulant, les problèmes ayant plutôt leur source dans la conception des lignes ferroviaires empruntées.
- Le 27 septembre 2005, un Acela Express circulant entre Boston et Washington DC entra en collision avec une automobile à un passage à niveau dans le Connecticut. Il s'agissait d'un des seuls passages à niveau restant dans le corridor BosWash, et l'un des seuls au monde sur une ligne à grande vitesse. Lors de l'impact, le train roulait à 113 km/h et l'automobile était engagée sous la barrière de sécurité. La conductrice et trois passagers furent tués. L'enquête ne conclut pas formellement quant aux cause de l'accident mais évoque l'hypothèse d'un malaise cardiaque de la conductrice, âgée de 62 ans. L’inspection de la barrière conclut à son fonctionnement correct lors de l'accident, mais l'opinion publique s'est rangée en faveur de l'élimination des passages à niveau sur ce tracé[55],[56],[57].
- Le 14 janvier 2007, un adolescent descendit du train de banlieue du MBTA à 13 h 20 à la gare de Mansfield. Il voulut traverser la voie pour aller sur le quai d'en face, mais fut happé par l'Acela passant en gare à environ 209 km/h. Il mourut le 15 janvier au soir[58],[59]. Six jours plus tard, un train Acela se dirigeant vers le nord heurta et tua un autre piéton dans le Connecticut à un passage à niveau à New Haven.
- Le 14 mars 2017, un train Acela a déraillé à faible vitesse à la Pennsylvania Station à New York. Les 248 passagers ont pu être évacués sans problème[60]. Le déraillement était dû à une section de voie défectueuse dont Amtrak était informée mais qui n'avait pas encore été réparée[61].
- Le 6 février 2018, le train Acela Express no 2150 s'est séparé entre les deux premières voitures à 200 km/h dans le Maryland. Il n'y a eu aucun blessé parmi les membres d'équipages et parmi les 52 passagers à bord[61],[62]

## Dérivé
Les remorques de l'Acela ont été utilisées par Bombardier pour son prototype JetTrain depuis le début des années 2000. On y accouple une locomotive à turbine à gaz, ce qui permet de rouler sur les voies non électrifiées qui couvrent la majorité du continent nord-américain. Cela pourrait permettre d'étendre le marché dérivable de l'Acela.

## Galerie

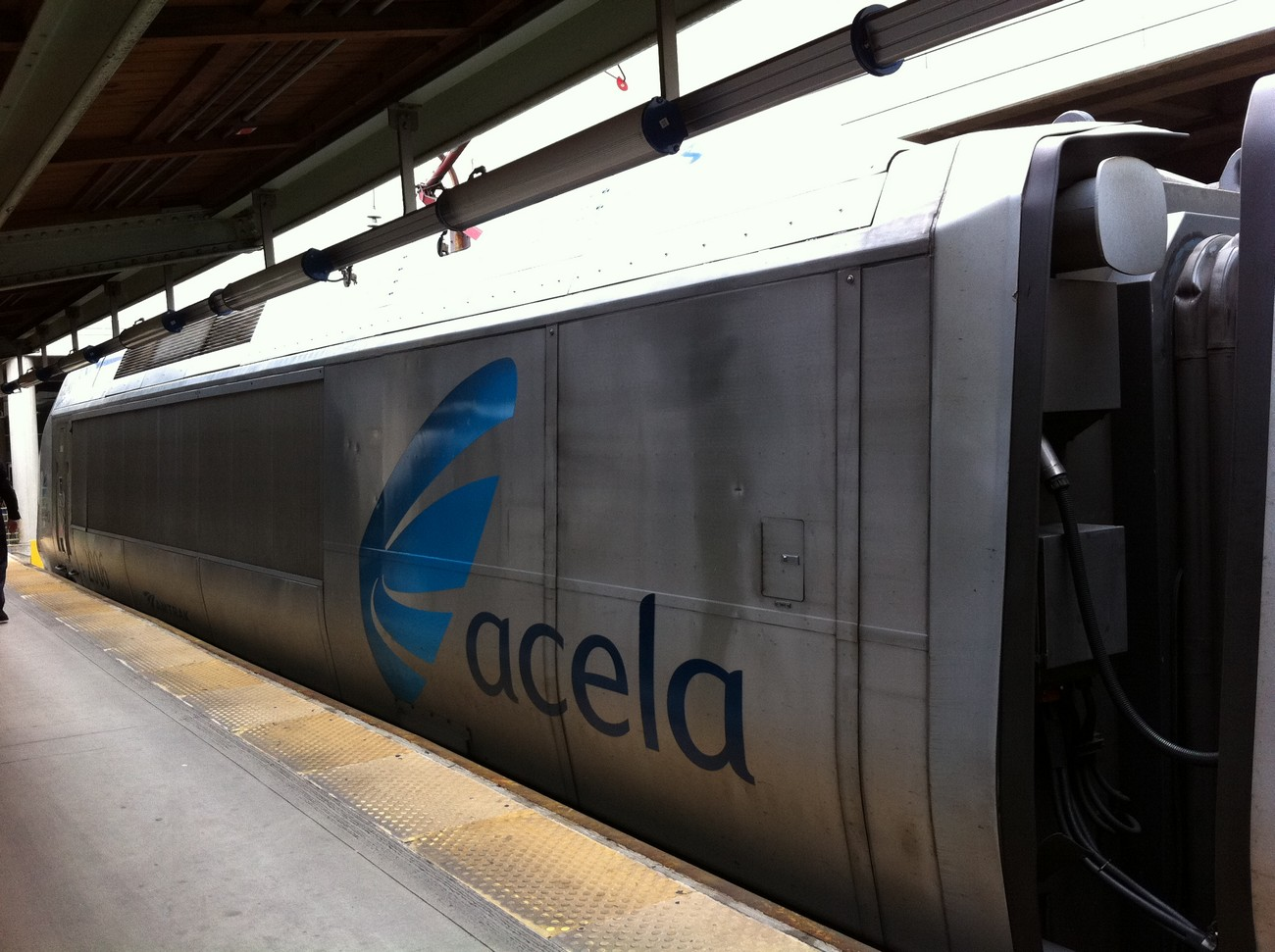
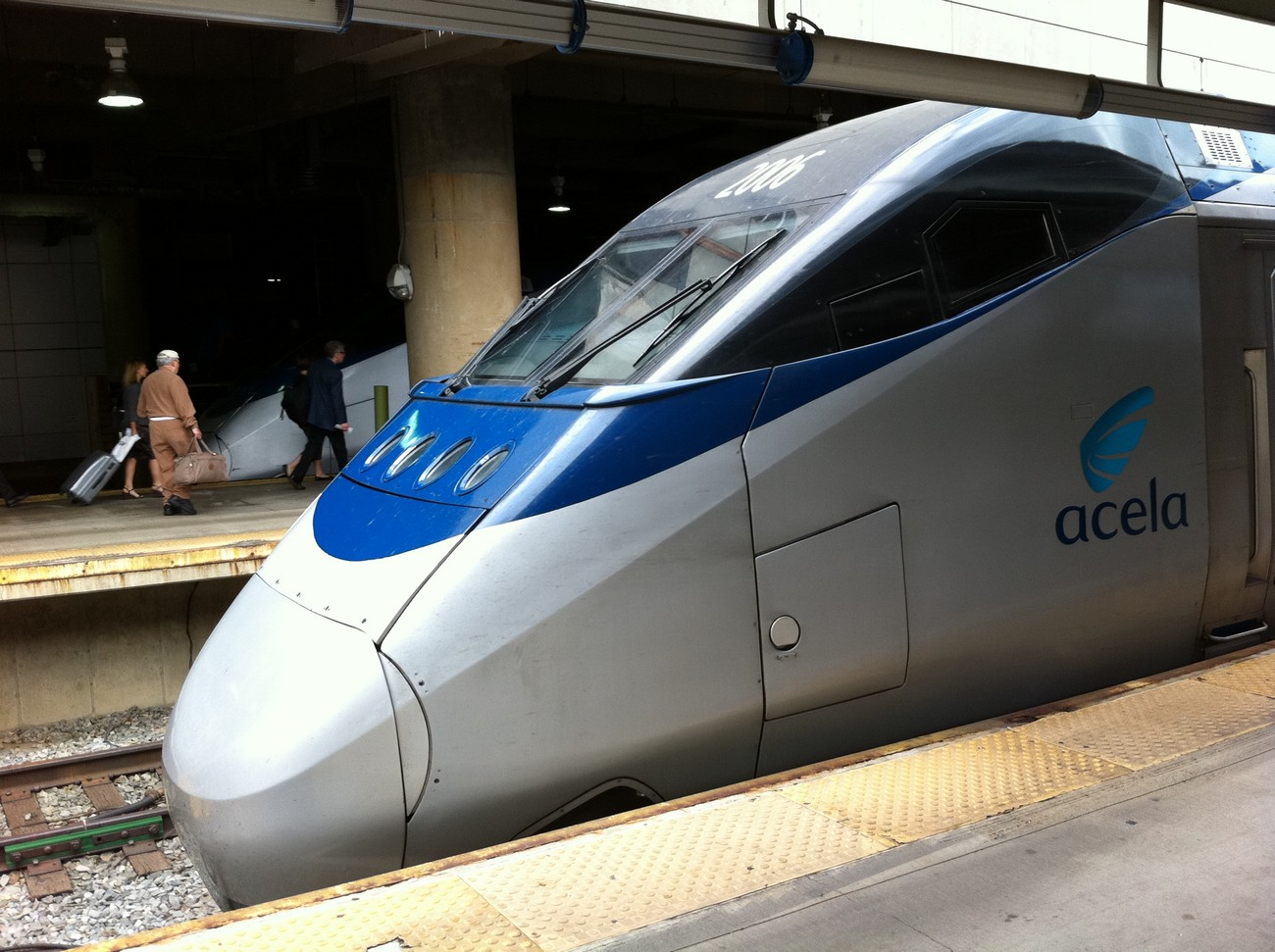
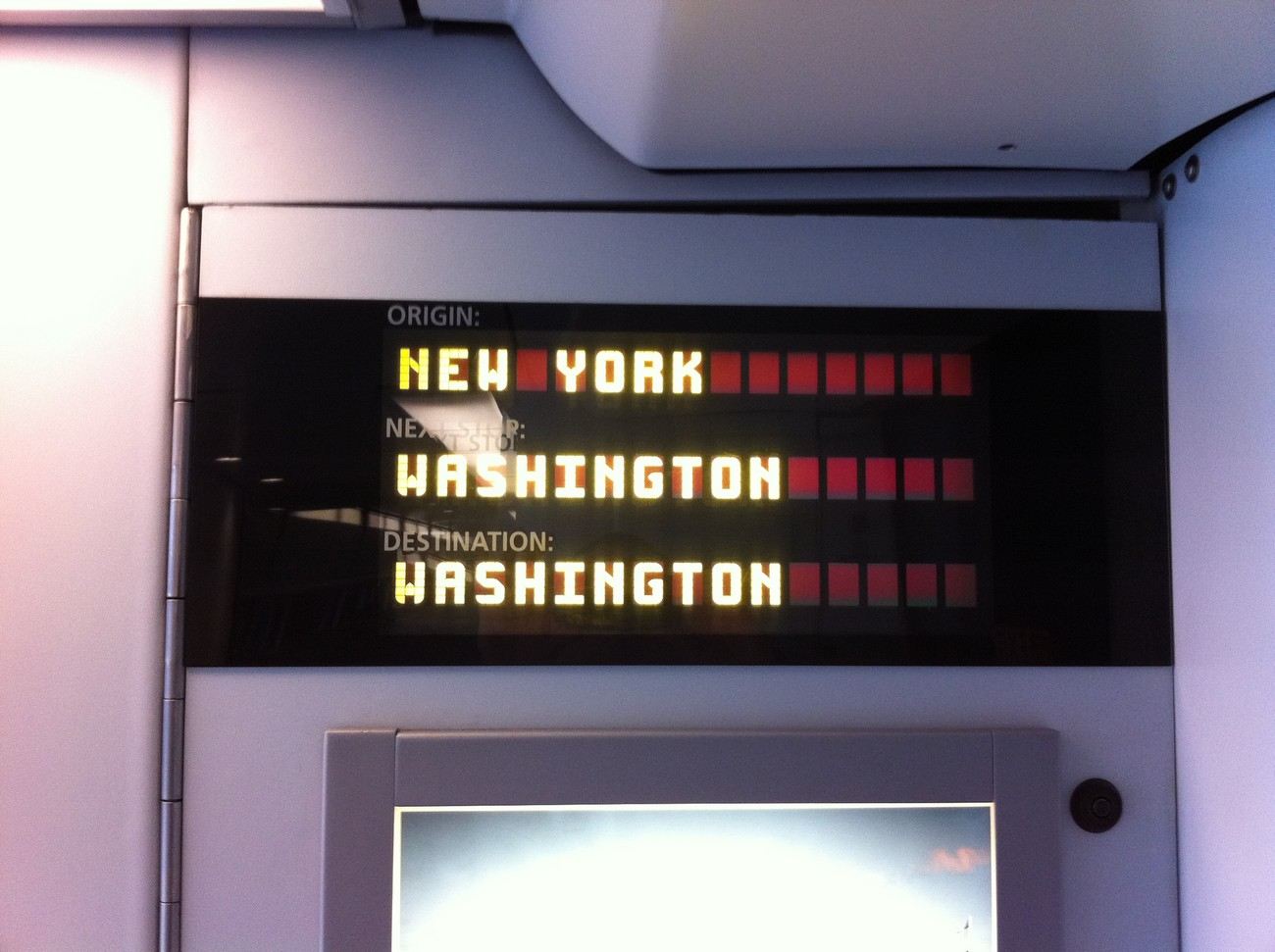
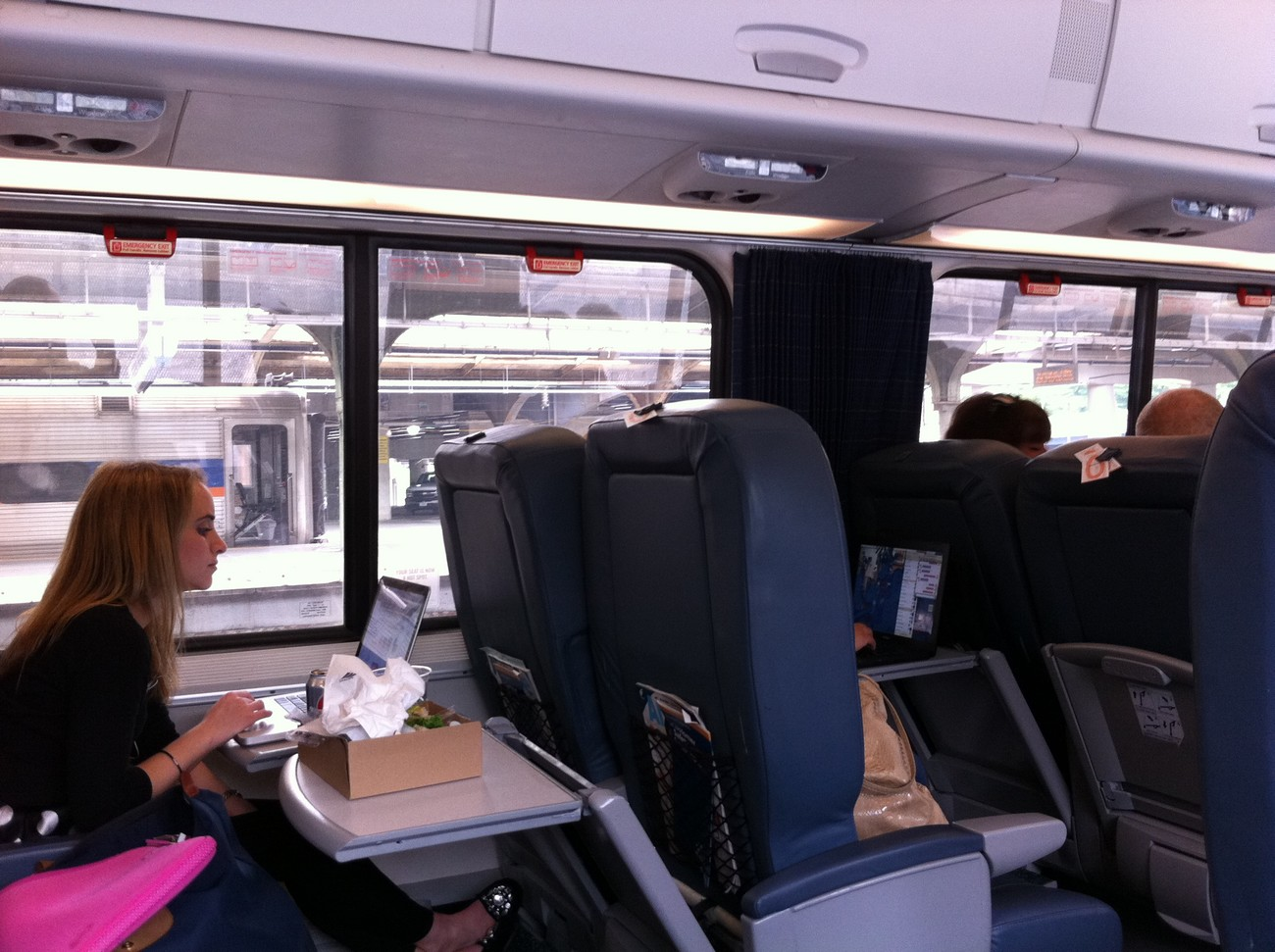
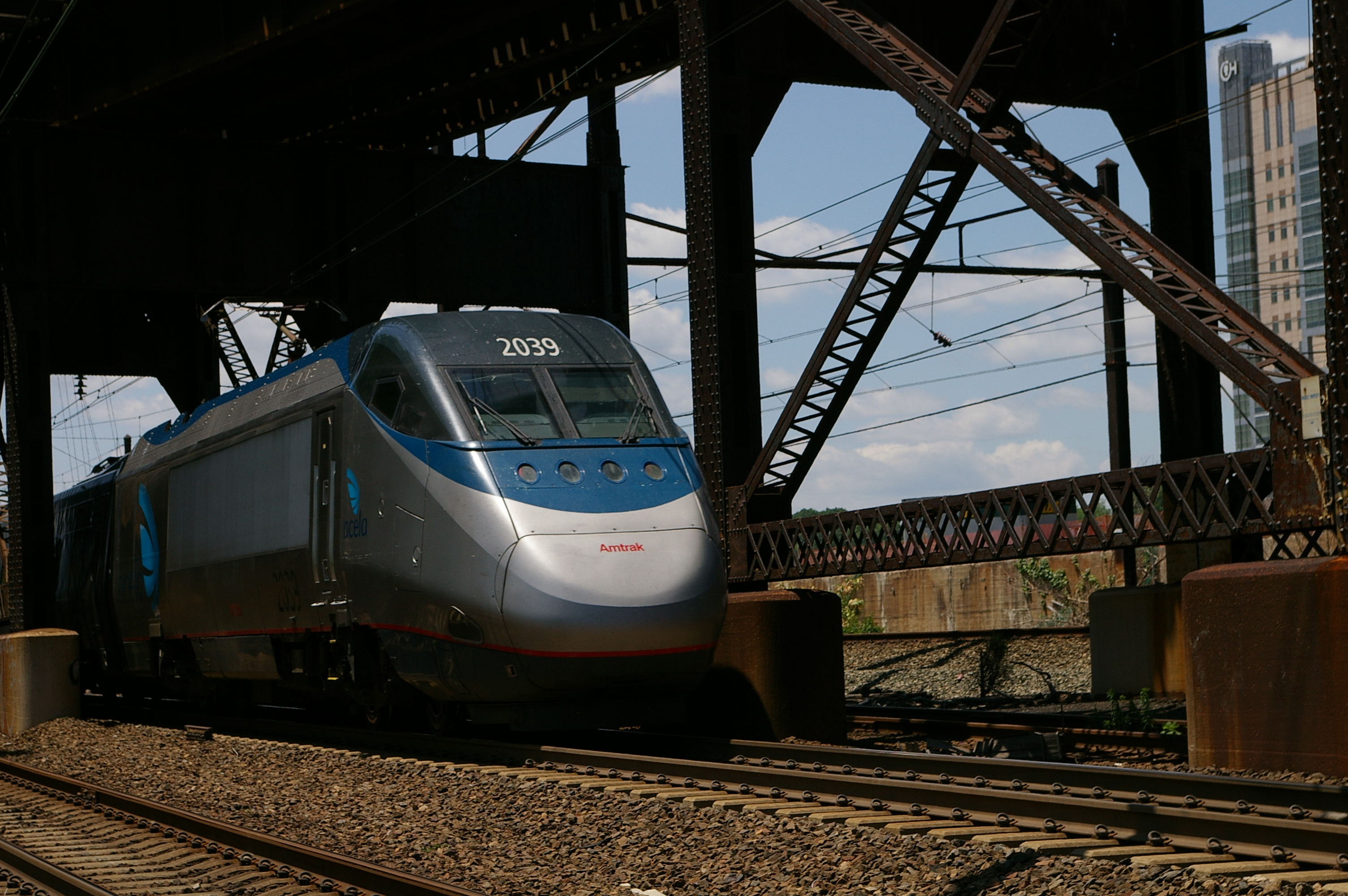
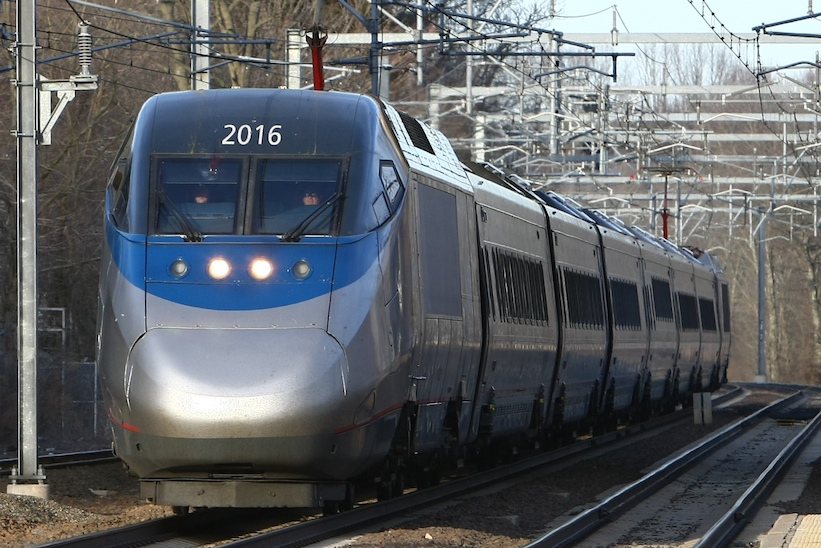
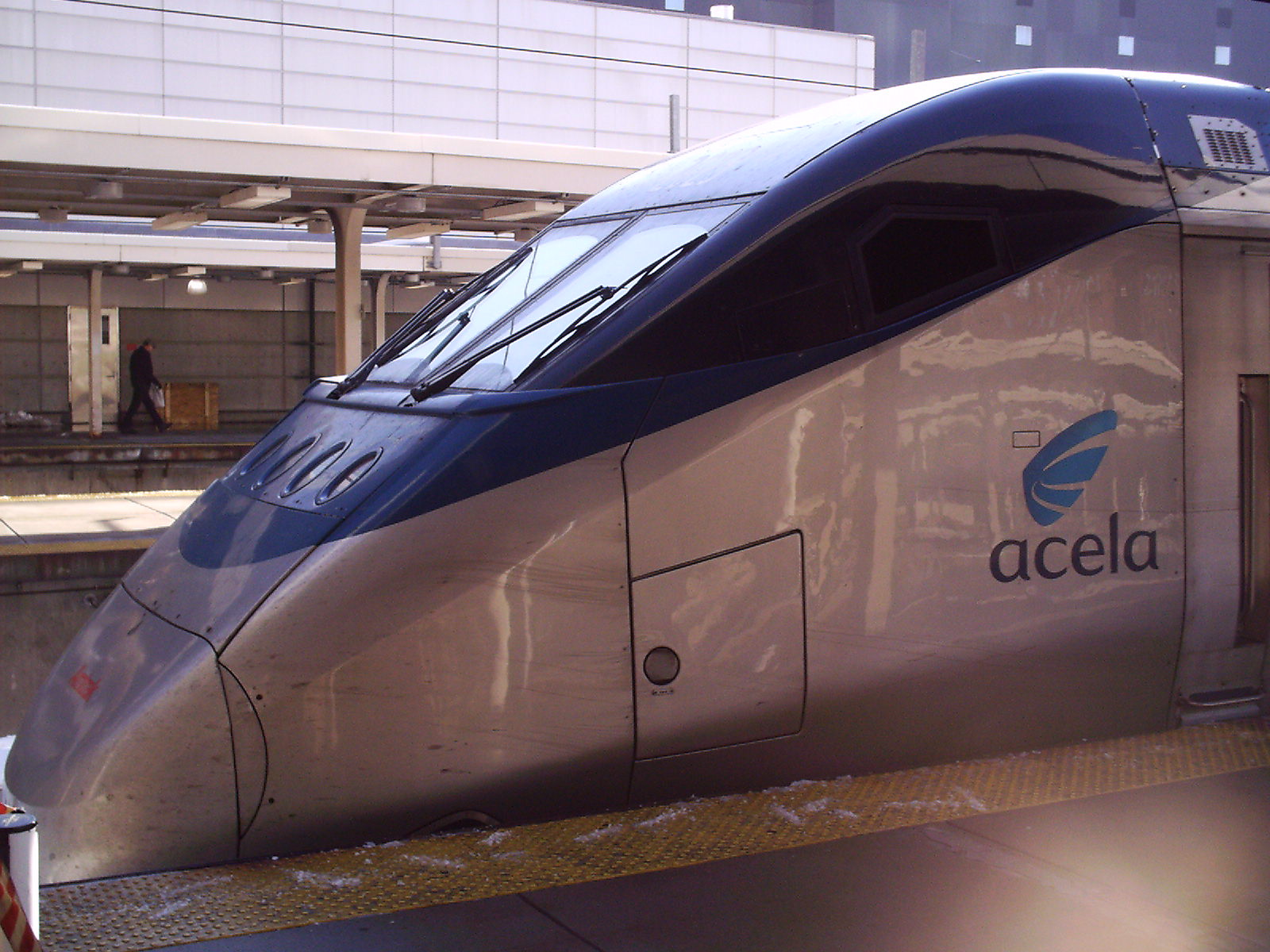
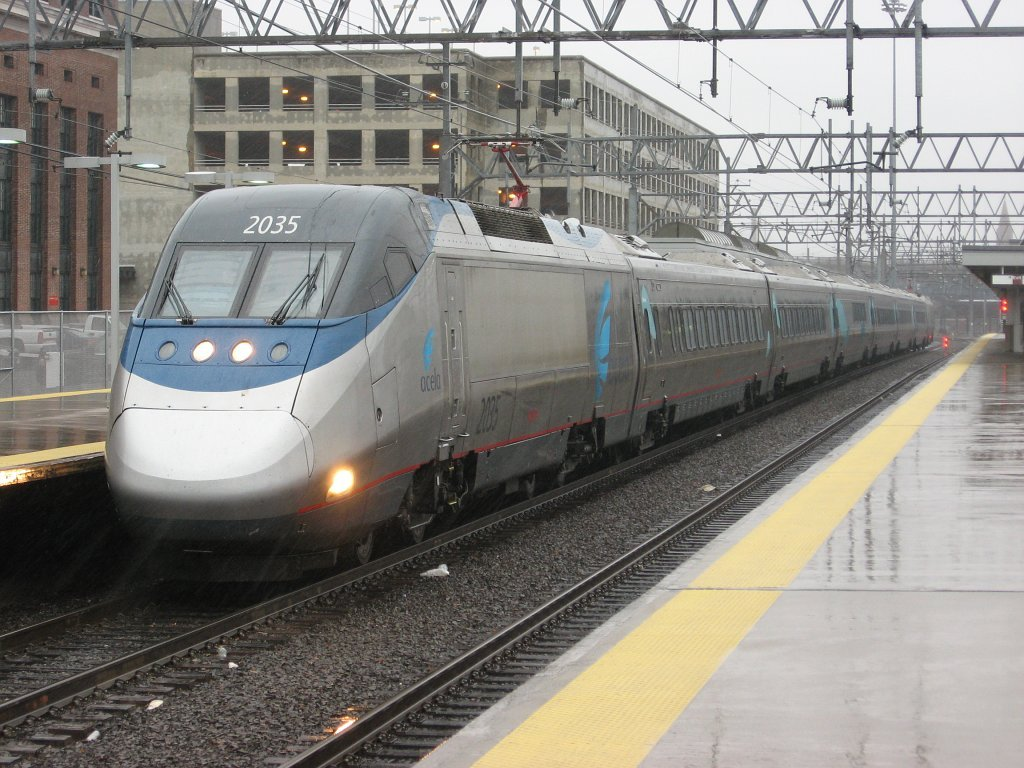
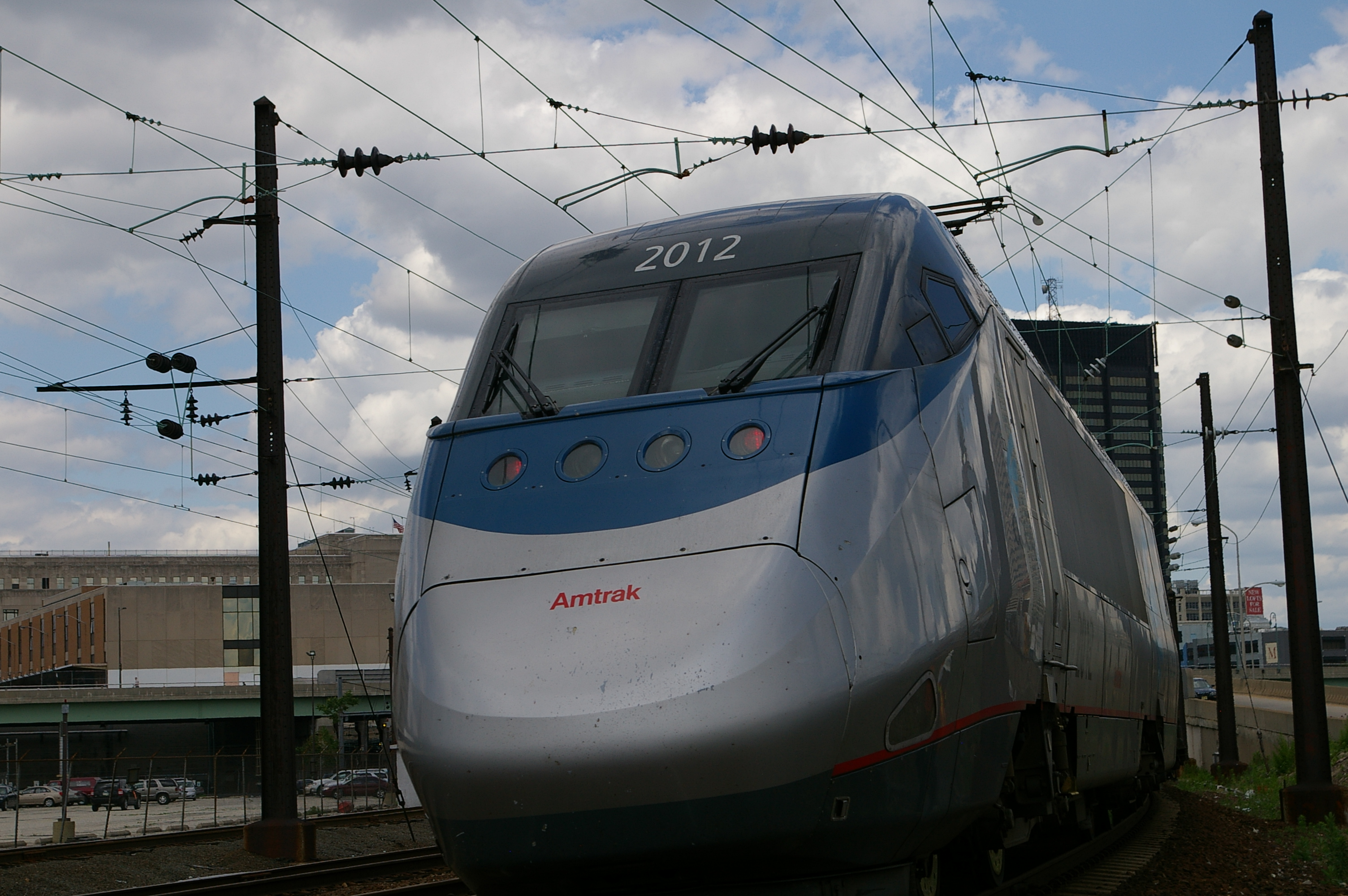
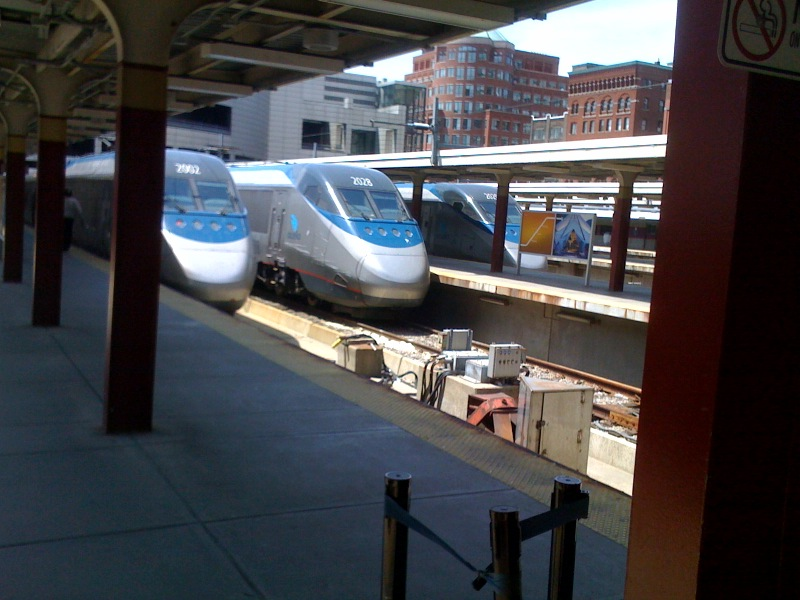
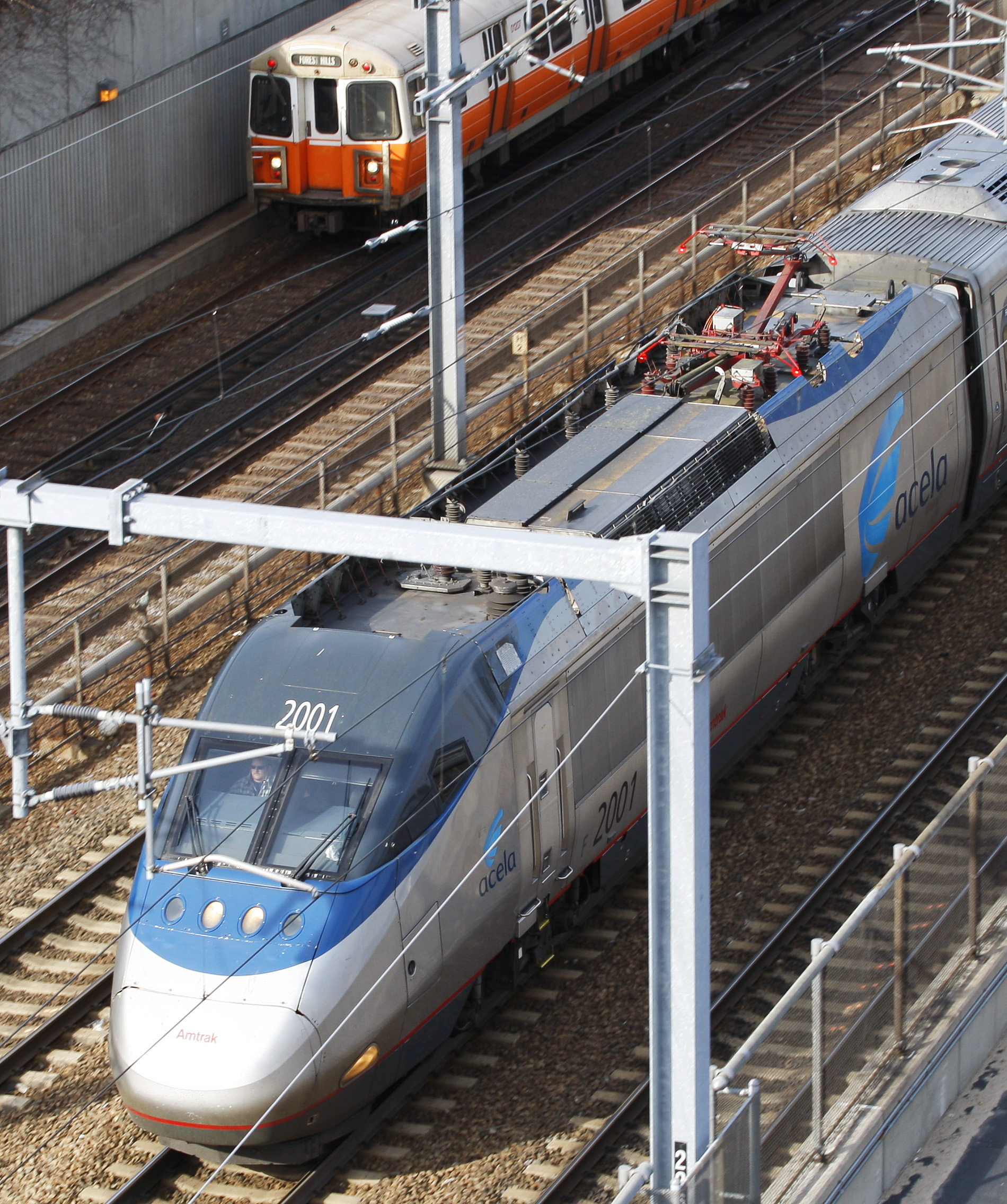
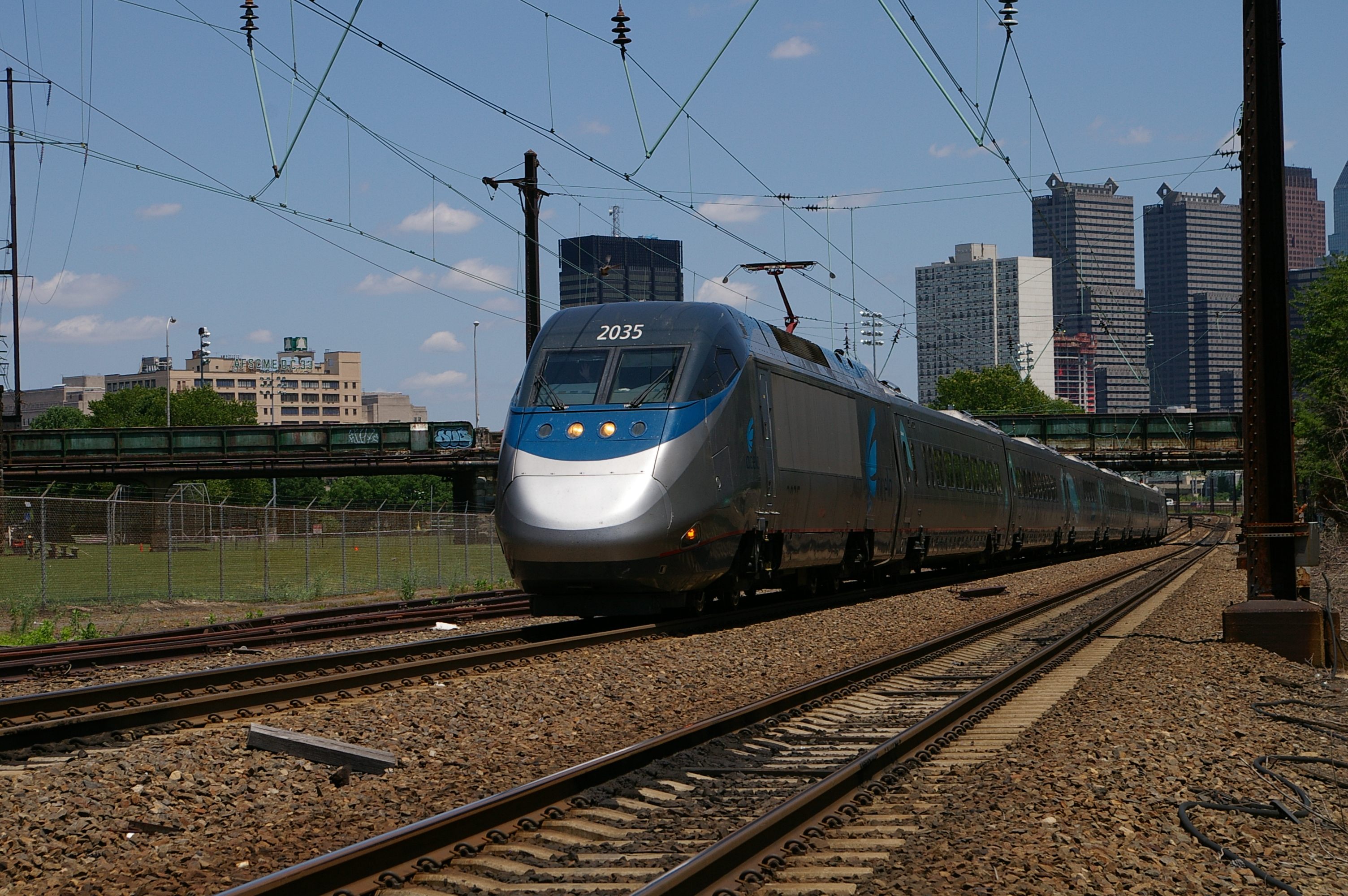